# Living Planet Index
De Living Planet Index (LPI) is een indicator van de biodiversiteit gemeten over de gehele wereld die sinds 1997 wordt gemeten.
Deze index wordt bepaald door de ontwikkeling (toename of afname) van de populaties van gewervelde diersoorten en biedt inzicht in het leefmilieu en de ontwikkeling van de mondiale biodiversiteit.
De index wordt gemeten door het Institute of Zoology (IoZ), het onderzoeksinstituut van de Zoological Society of London (ZSL), en het United Nations Environment Programme (UNEP) in opdracht van het Wereld Natuur Fonds (WWF), en gepubliceerd in het tweejaarlijks Living Planet Report.
De berekeningen gebeuren op basis van een 2500-tal soorten waarvan meer dan 7000 tijdsintervaldata verzameld worden. Ook enkele andere indicatoren die in 2002 werden afgesproken op de Convention on Biological Diversity (CBD) worden bij de berekeningen betrokken.

## Globale resultaten
| Jaar (1) | Living Planet Index (2) | Aantal soorten (3) |
| -------- | ----------------------- | ------------------ |
| 1998     | -30% (1970-1995)        | (227)              |
| 2000     | -33% (1970-1999)        | 730                |
| 2002     | -37% (1970-2000)        | 694                |
| 2004     | -40% (1970-2000)        | 1145               |
| 2006     | -29% (1970-2003)        | 1313               |
| 2008     | -28% (1970-2005)        | 1686               |
| 2010     | -30% (1970-2007)        | 2544               |
| 2012     | -30% (1970-2008)        | 2688               |
| 2014     | -52% (1970-2010)        | 3038               |
| 2016     | -58% (1970-2012)        | 3706               |
| 2018     | -60% (1970-2014)        | 4005               |
| 2020     | -68% (1970-2016)        | 4773               |
| 2024     | -73% (1970-2020)        | 5579               |

- (1) Jaar van publicatie
- (2) Door wijzigingen in de berekeningsmethodes zijn de resultaten van jaar tot jaar niet altijd vergelijkbaar
- (3) Gewervelde diersoorten waarvan de populaties zijn gemeten

## Living Planet Index Nederland
Sinds 2015 wordt er ook een Nederlandse Living Planet Index berekend.

## Living Planet Index België
In september 2020 werd ook de eerste Living Planet Index voor België voorgesteld. 

### Editie 2020
Met deze index werd de staat opgemeten van 283 diersoorten, tussen 1990 en 2018. Voor België als geheel is de index met 0,2 procent per jaar vooruitgegaan, in Vlaanderen zelfs met 0,9 procent per jaar, wat over de hele periode tot een toename van meer dan een kwart leidt. De relatieve vooruitgang is te wijten aan de zwakke biodiversiteit bij de start van de metingen in 1990. Qua populaties doen vogels en populaties in landbouwgebieden het niet goed. Libellen en juffers, sprinkhanen en krekels, en vlinders, en populaties in waterrijke gebieden of open landschappen doen het beter of blijven stabiel.

## Kritische beoordelingen
Hoewel de centrale waarschuwing van de Index voor een afnemende biodiversiteit door de wetenschap niet wordt betwist, stellen sommige onderzoekers toch vragen bij mogelijke wiskundige tekortkomingen in de berekening van de Living Planet Index, die kunnen leiden tot een overschatting van de afname van gewervelde populaties. Wetenschappers van het Vlaamse INBO verkiezen daarom voor landelijk milieubeleid eerder gebruik te maken van specifiek lokaal cijfermateriaal.